# Larry Ogunjobi
Olumide Larry Ogunjobi (* 3. Juni 1994 in Livingston, New Jersey) ist ein US-amerikanischer American-Football-Spieler auf der Position des Defensive Tackles. Er steht zurzeit bei den Buffalo Bills in der National Football League (NFL) unter Vertrag. Zuvor spielte er bei den Cleveland Browns, den Cincinnati Bengals und den Pittsburgh Steelers.

## Frühe Jahre
Ogunjobis Eltern sind nigerianische Einwanderer. Er besuchte eine Highschool in Jamestown, North Carolina. Zwischen 2013 und 2016 besuchte er die University of North Carolina at Charlotte, wo er für das Collegefootballteam in dieser Zeit 217 Tackles und 13 Sacks erzielte. Im Dezember 2016 erreichte er hier einen Abschluss in Informatik.

## NFL

### Cleveland Browns
Ogunjobi wurde im NFL-Draft 2017 in der dritten Runde an 65. Stelle von den Cleveland Browns ausgewählt. In seiner ersten Saison am 16. Spieltag gegen die Chicago Bears erzielte Ogunjobi seinen ersten Sack in der NFL. Seit der Saison 2018 gehörte er zum Stammpersonal auf seiner Position bei den Browns. Er war Starter in allen 16 Saisonspielen und erzielte 50 Tackles und 5,5 Sacks. 2019 konnte er seine Leistunge bestätigen, er erzielte 47 Tackles und 5,5 Sacks. 2020 waren es 45 Tackles und 2,5 Sacks.
Am 14. November 2019 im Spiel gegen die Pittsburgh Steelers kam es zu einer körperlichen Auseinandersetzung zwischen Ogunjobis Teamkollegen Myles Garrett und Steelers Quarterback Mason Rudolph, bei der Garret Rudolph mit dessen Helm auf dem Kopf einschlug. Im Laufe des Vorfalls drückte Ogunjobi Rudolph zu Boden. Für diese Aktion wurde er von der NFL für ein Spiel gesperrt. Eine weitere Strafe erhielt Ogunjobi nicht.

### Cincinnati Bengals
Am 19. März 2021 unterschrieb Ogunjobi einen Einjahresvertrag bei den Cincinnati Bengals. In der Saison konnte er sieben Sacks erzielen, was seine persönliche Bestleistung darstellt.
Im März 2022 einigte Ogunjobi sich mit den Chicago Bears auf einen Dreijahresvertrag im Wert von 40,5 Millionen US-Dollar. Die Verpflichtung scheiterte allerdings infolge eines gescheiterten Medizinchecks.

### Pittsburgh Steelers
Am 22. Juni 2022 nahmen die Pittsburgh Steelers Ogunjobi für ein Jahr unter Vertrag. Im März 2023 unterschrieb er eine Vertragsverlängerung um drei Jahre im Wert von 28,75 Millionen US-Dollar. Am 10. März 2025 entließen die Steelers Ogunjobi.

### Buffalo Bills
Nach seiner Entlassung in Pittsburgh unterschrieb Ogunjobi einen Einjahresvertrag bei den Buffalo Bills. Für die ersten sechs Spiele der Saison 2025 wurde er wegen Verstoßes gegen die Dopingrichtlinien der NFL gesperrt.